# Ikke bare tyll
Ikke bare tyll är ett musikalbum med Øystein Sunde. Albumet utgavs som LP 1974 av skivbolaget Norsk Phonogram Philips och återutgavs som LP och CD 2012 på Sundes skivbolag Spinner Records.

## Låtlista
Sida 1
1. "Yrkesveileder blues" – 2:41
2. "Sjømannen og vannsenga" – 2:18
3. "Oppfinnervise" – 2:13
4. "Erter av en sekk" – 2:17
5. "I Oslo et sted" ("Swiss Cottage Placae" – Mickey Newbury) – 3:36
6. "Ingierstrand blues" ("San Francisco Bay Blues" – Jesse Fuller) – 2:18

Sida 2
1. "Fri som en vind" – 2:28
2. "Volda-vise" ("This Town" – Roger Miller) – 2:00
3. "Lady Madonna" (instrumental version) (John Lennon/Paul McCartney) – 3:34
4. Jentelei" ("Woman Shy" – Jerry Reed) – 2:03
5. "Mysil fra Trysil" – 2:22
6. "Hjemme igjen" – 2:50

- Musik: Øystein Sunde (där inget annat anges)
- Norska texter: Øystein Sunde

## Medverkande
Musiker
- Øystein Sunde – sång, gitarr, steelgitarr, dobro
- Lillebjørn Nilsen – banjo, hardingfela
- Halvard Kausland – elektrisk gitarr (på "Ingierstrand blues", "Fri som en vind" och "Hjemme igjen"), körsång (på "Sjømannen og vannsenga" och "Lady Madonna")
- Svein Haugen – elektrisk och akustisk bas
- Bjørn Jacobsen, Johnny Sareussen – elektrisk bas
- Trond Villa – fiol
- Alf Blyverket – dragspel
- Iver Kleive – piano, orgel
- Pete Knutsen – piano
- Thor Andreassen – trummor, bongos
- Svein-Erik Gaardvik, Einar Hagerup – trummor
- Håkan Sjöström – munspel
- Inge Holst Jacobsen, Svein Sundby, Egil Eide, Mikkel Aas – körsång (på "Sjømannen og vannsenga")
- Frode Thingnæs – arrangement

Produktion
- Øystein Sunde – musikproducent
- Mikkel Aas – musikproducent
- Inge Holst Jacobsen – ljudtekniker, ljudmix
- Egil Eide – ljudtekniker, ljudmix
- Stein Thue – omslagskonst
- Knut Harlem – omslagsdesign
- Tomas Siqveland, Rune Johansen – remastering (2012)
- Magnus Grønli – digitalisering av omslag (2012)